# Teatro por Correspondencia

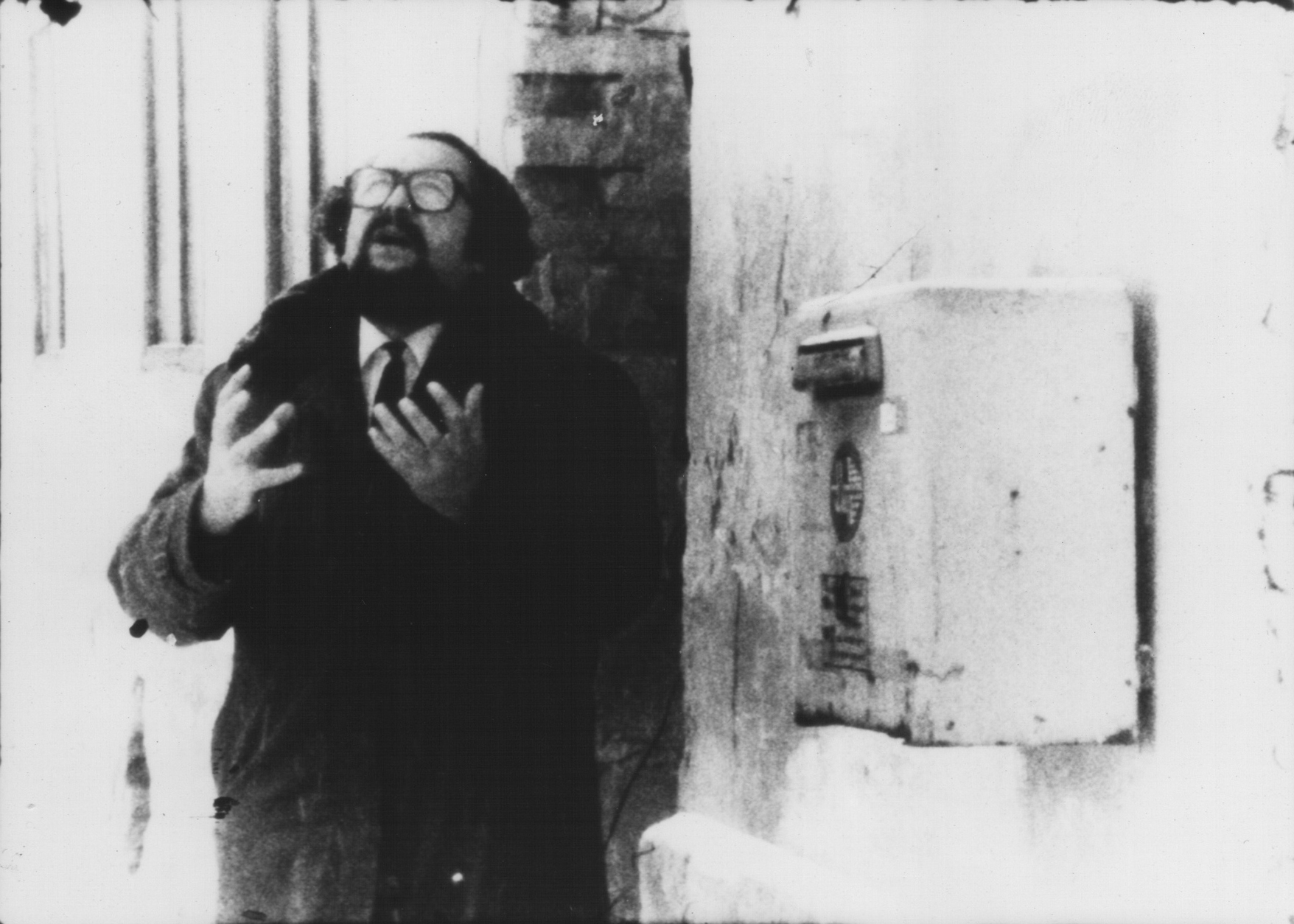
Mladen Dražetin, fundador del Teatro por Correspondencia, junto al buzón.

El Teatro por Correspondencia (en alfabeto serbio Дописно позориште y en alfabeto latino Dopisno pozorište) es un tipo específico de organización y juego teatrales, fundado en Novi Sad (Voivodina, Serbia, Yugoslavia) en 1973. Esta idea fue realizada teórica y prácticamente por un ciudadano de Novi Sad, Mladen Dražetin, como un modelo original para difundir la cultura teatral entre las masas más amplias.
Se prepararon representaciones teatrales en asentamientos grandes y pequeños en toda la ex Yugoslavia, con instrucciones dadas desde Novi Sad, a través del Teatro por Correspondencia, a los organizadores y protagonistas a través de cartas, conversaciones telefónicas y faxes. Los miembros del Teatro por Correspondencia de Novi Sad dieron consejos y ofrecieron todas las demás ayudas a los nuevos participantes en la vida teatral y los puntos recién establecidos del Teatro por Correspondencia de forma totalmente gratuita, independientemente de dónde estuvieran quienes necesitaban dicha ayuda. La originalidad del modelo del Teatro por Correspondencia ha atraído la atención de muchos teóricos y organizadores de la vida teatral.

## Fundación
El teatro se formó en 1973, pero las autoridades del entonces estado yugoslavo no permitieron que se registrara con el nombre de "Teatro por Correspondencia", por lo que el teatro operó sin registro durante más de un año. El 3 de marzo de 1974 se obtuvo el permiso para inscribir a la sociedad en el registro con el nombre de KUD Etapa de Arte Dramático ("КУД Позорница драмске уметности" / "KUD Pozornica dramske umetnosti"), con sede en Novi Sad. El Teatro por Correspondencia en sí mismo era un sistema de animación universal que operaba dentro del Etapa de arte dramático.

## Metas
El objetivo principal fue recopilar imágenes del mundo con indicaciones democráticas, basadas en interpretaciones individuales, enriquecer las actuaciones con diferentes experiencias, y que los actores y espectadores activos eliminen los obstáculos que traen la soledad y la incomunicación en el mundo de las convenciones y la impersonalidad urbana. El teatro también fue un sistema para combatir la burocracia en la cultura.
El fundador del Teatro por correspondencia, Mladen Dražetin, definió los siguientes objetivos y tareas de este teatro:
- Iniciar una teoría de la humanización cultural del mundo;
- Iniciación de un sistema de animación universal y teoría de la organización universal;
- La formación cultural de la personalidad y el entorno y la realización de la cultura elemental en cada persona, "que todos pensemos con nuestras propias cabezas, que a través de la cultura se cree el progreso general y la paz humana general";
- Mayor creación de poder cultural universal como ideología, estrategia y táctica.

## Actores
En las obras de teatro aparecieron aficionados que acaban de aprender los elementos básicos de la actuación, pero también reconocidos profesionales, deseosos de entrar en contacto con una forma diferente de trabajar y jugar con el mundo de los sinceros aficionados al teatro.

## Teatros
La obra de teatro tiene como objetivo lograr la satisfacción individual de los protagonistas durante la comunicación directa con el público. Dentro de este modelo, se realizaron teatros dramáticos, humorísticos y ecológicos, convocatorias escénicas para el mantenimiento de la paz y acciones humanitarias, así como obras de teatro de títeres y obras en vivo en instituciones infantiles y hospitales. A cada participante de la obra se le ofreció la oportunidad de sugerir un área temática y luego, de manera espontánea, con escritores y otros actores, construir contenido que necesariamente tiene un significado humanista.
Los micro-teatros del Teatro por Correspondencia incluyeron: Teatro de la salud, Teatro "El sabor de la naturaleza", Teatro Roma, Teatro de la paz, Teatro humorístico (Un torneo de ingenio), Teatro humanitario, Teatro al aire libre, Teatro del trabajo asociado, Teatro partidista, Teatro infantil, Teatro escolar, Teatro cristiano, teatro literario, etc.

## Actuaciones

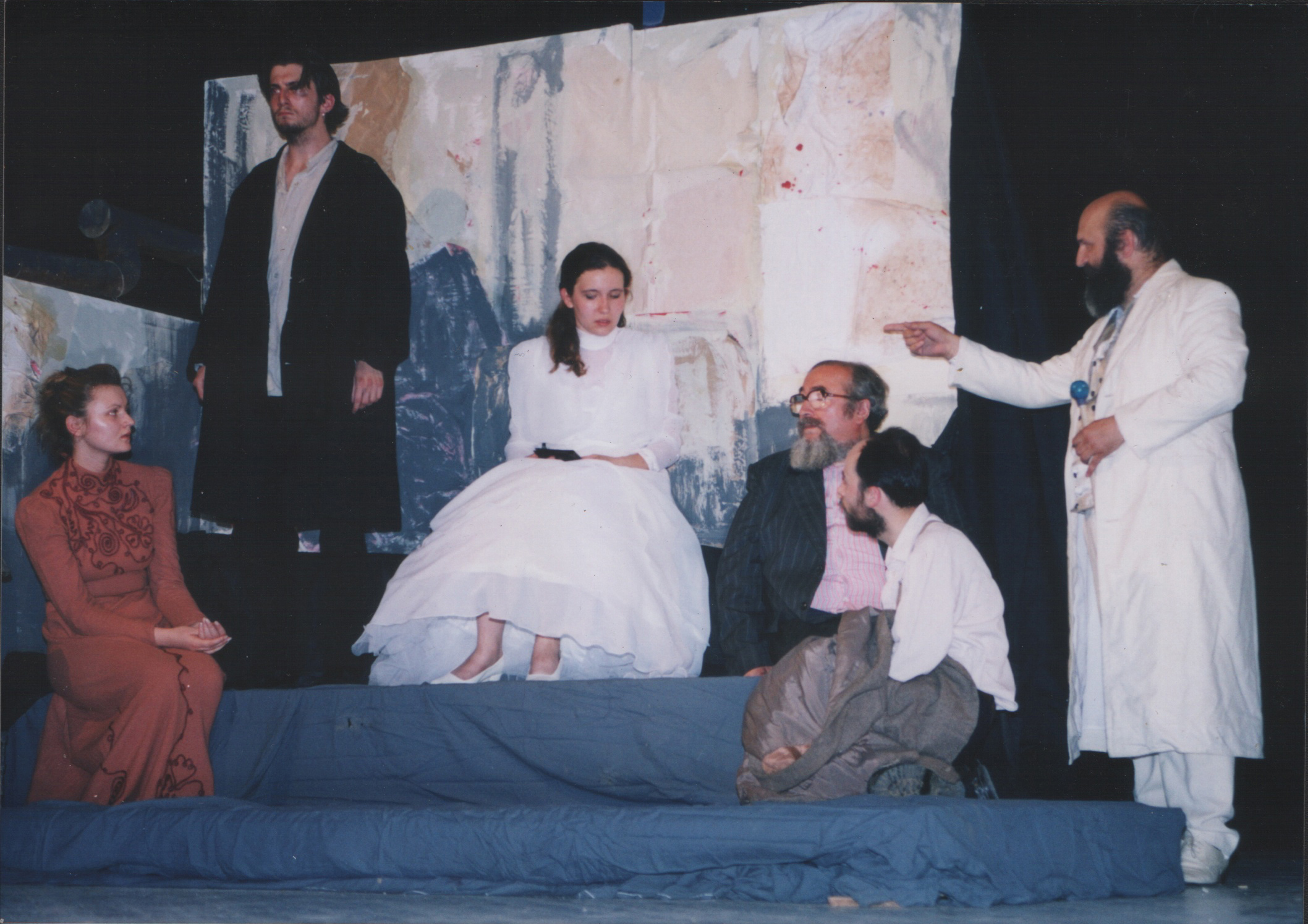
Obra de teatro "Crimen y castigo" (de Fyodor Dostoevsky) interpretada por actores del teatro "Slovo" Trebinje (Jefimija Dučić, Vladimir Balašćak, Aleksandra Mrkonja) y actores del Teatro por Correspondencia y Etapa de arte dramático (Mladen Dražetin, Srđan Simić, Vladimir Stojanov), Trebinje, 2002-2003.

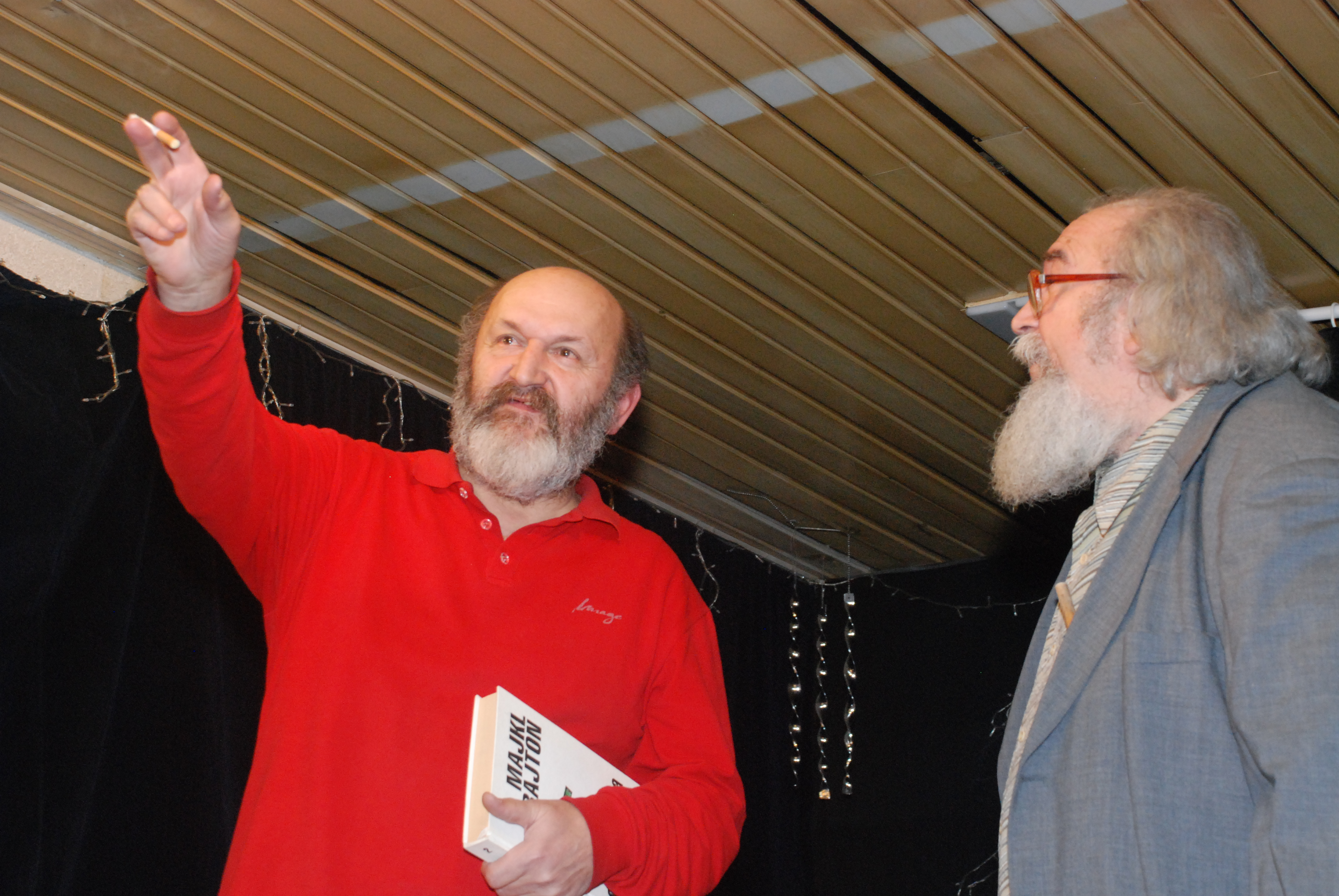
Obra de teatro "Narración zoológica" (de Edward Olby) interpretada por actores del Teatro por Correspondencia y el Etapa de arte dramático (Vladimir Stojanov y Mladen Dražetin), Novi Sad, 2015.

En el Teatro por Correspondencia también se utilizaron textos de la literatura dramática clásica, pero los personajes se adaptaron a los participantes de la obra, algunos fueron omitidos o resumidos. Las representaciones fueron precedidas en algunos ambientes por encuestas entre los espectadores, con el fin de revelar sus intereses y elegir cuál es una expresión de los problemas y dilemas de su vida. Cuando los espectadores fueron introducidos a la obra en las representaciones, se rompió la rampa del teatro clásico. Las obras se representaron tanto en los pueblos, donde los lugareños tuvieron su primer encuentro con el teatro, como en los escenarios de los teatros profesionales de las ciudades.

## Miembros y asociados
Profesionales, amateurs y otros asociados participaron del inspirador trabajo a través del Teatro por Correspondencia: Mladen Dražetin, Vladimir Stojanov, Eleni Andoniadu, Branislav Babić, Persida Bajić, Radmila Brkić, Jelica Bukvić, Verica Viklerović, Radovan Vlahović, Goran Vukčević, Slavica Vučetić, Jasna Gojević, Radovan Grkovski, Toma Daskalović, Miša Dimitrijević, Trifun Dimić, Josip Dobrik, Vladimir Đukić, Nada Đurđević, Jovan Žekov, Nikola Zlatović, Milan Jandrić, Stevan Kovačević, Radmila Kravić, Svetlana Lazić, Ante Laura, Zvonimir Lozić, Branko Lukač, Mirko Marušić, Sanja Mikitišin, Boriša Milićević, Velimir Milovanović, Danijela Mihić, Ljubinka Modić, Mihajlo Molnar, Leposava Nastić, Radenko Nenezić, Gordana Opalić, Marija Maša Opalić, Đorđe Plavšić, Ilija Putić, Miroslav Radonjić, Pera Savić, Danilo Simeunović, Srđan Simić, Ceca Slavković, Desimir Stefanović, Boris Stojanov, Milica Stojanov, Boban Stojkov, Boža Stojkov, Eva Feldeždi, Dubravka Herget, Mira Cocin, Milorad Čubrilo, Joakim Šima, Slavko Šimunić, Nenad Šimunović y otros. Los conocidos participantes en la vida teatral, Milenko Šuvaković, Mihailo Vasiljević, Oliver Novaković, también ayudaron al teatro con consejos y participación directa. Los maestros de la escena de actuación de Novi Sad, Ivan Hajtl y Milica Radaković, también actuaron en el teatro. 

## Acción en el mundo
A través de sus actividades, el Teatro por Correspondencia o "sistema corresponsal" se ha afirmado a nivel planetario, a través de la Escuela Planetaria de la Paz, la Escuela Planetaria Humanitaria y la Escuela Planetaria Cristiana. La Escuela Planetaria de la Paz, dentro del Teatro por Correspondencia, desarrolló su actividad en el período de 1974 a 2005. Estas "escuelas planetarias" para educar y animar a los ciudadanos fueron las precursoras de Internet en varios países. El Teatro por Correspondencia formó centros de información en Novi Sad y Zagreb, a través de los cuales se realizó la animación y educación de las masas. Un miembro del Teatro por Correspondencia, Josip Dobrik de Gložan, construyó dos estaciones de radioaficionados, a través de las cuales se realizó la comunicación con radioaficionados del mundo.
Durante 30 años de trabajo del Teatro por Correspondencia, en el Centro de Información del Teatro por Correspondencia en Novi Sad, se han procesado más de 100.000 cartas de asociados interesados del Teatro por Correspondencia.

## Idiomas
Además del Centro de Información, que realizó trabajos en inglés con estaciones de radioaficionados, el Centro de Información del Teatro por Correspondencia de Zagreb realizó sus actividades en Esperanto. El Centro de Esperanto ha procesado más de 40.000 cartas. El Teatro por Correspondencia tenía sus oficinas misioneras en esperanto en 105 países, que traducían las cartas recibidas a sus idiomas nacionales e instruían a los asociados sobre cómo actuar en el campo. El centro de información auxiliar del Teatro por Correspondencia en esperanto tenía su sede en Novi Sad, con actividades en las instalaciones de la Sociedad de Esperanto "Marko Nešić".
El principal coordinador del Centro de Información del Teatro por Correspondencia de Zagreb en Esperanto fue Slavko Šimunić. Los miembros más merecedores del funcionamiento del Centro de Información Auxiliar del Teatro por Correspondencia en Esperanto en Novi Sad fueron Boriša Milićević, Vladimir Đukić y Joakim Šima. El Teatro por Correspondencia, dentro de la Sociedad de Esperanto "Marko Nešić", fundó un micro - teatro que preparó varias obras en esperanto, como la primera en el mundo. Se prepararon una decena de obras de teatro y recitales, que se representaron en toda Europa.

## Letras

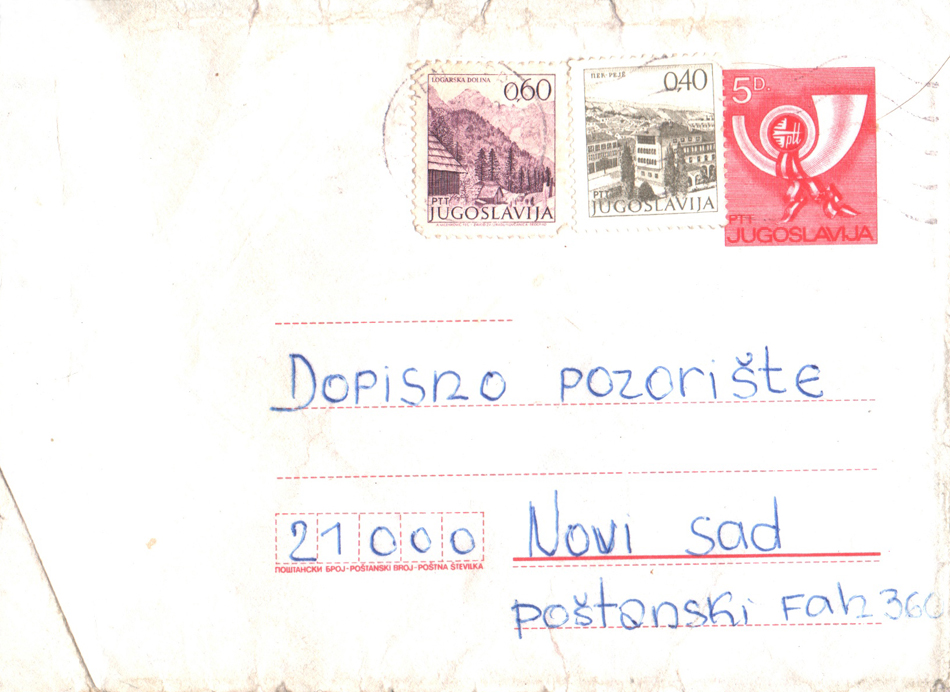
Carta dirigida al Teatro por Correspondencia.

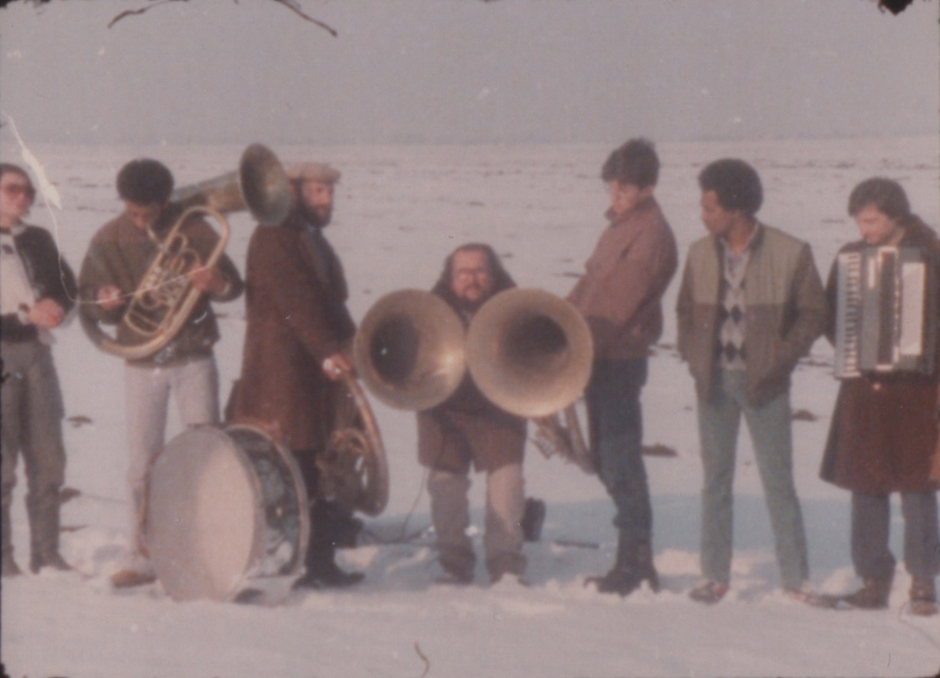
Escena del documental sobre el Teatro por Correspondencia (1985).

Llegaron cartas de todo el mundo para el Centro de Información del Teatro por Correspondencia de Novi Sad (dirigidas al apartado de correos núm. 360 - Teatro por Correspondencia). Se prestó la debida atención a cada letra, y la clasificación de las letras fue realizada por unos treinta asociados. En los diez años transcurridos desde la fundación del Teatro por Correspondencia, se ha logrado una conversación con más de 100.000 asociados, quienes se han convertido en los fundadores de "embriones culturales" y "micro teatros" en sus comunidades.

## Documental sobre el Teatro por Correspondencia
El documental sobre el Teatro por Correspondencia llamado "Teatro por Correspondencia de Mladen Dražetin" (TV Novi Sad, 1985), dirigido por Petar Ljubojev, ganó el Gran Premio de Nuevas Ideas en la Cultura en el festival de Montecarlo en 1986. La película se mostró en la televisión nacional en 205 países.
En 2012, esta película fue nominada para inscribirse en el Registro del Patrimonio Mundial de la UNESCO.

## Fundamentos teóricos
Durante más de 30 años de funcionamiento del Teatro por Correspondencia, ha surgido un sistema ético, estético y sociológico denominado "El Arte Eterno del Juego", como una filosofía de nuevo desarrollo. El libro de Mladen Dražetin sobre este sistema, titulado "El Arte Eterno del Juego", fue publicado en 2014 por el Centro Cultural de Banat de Novo Miloševo.

## Educación cultural romaní
El Teatro por Correspondencia inició la fundación del primer teatro romaní en Vojvodina y Serbia, en Novo Miloševo, en 1986. La primera obra de este teatro fue el drama "Kulaj" de Radovan Vlahović. El segundo teatro romaní de Vojvodina se fundó, según los patrones del Teatro por Correspondencia, en el asentamiento de Mokrin (1988).

## Literatura y fuentes
- Pozornica - list amaterskih pozorišta, godina I, broj 1, Novi Sad, 1975.
- Vlado Mićunović, Tragovi vremena, Novi Sad, 1990. (capítulo: Teatar jedinstven u svetu)
- Mr Mladen Dražetin, Duhovni preobražaj Roma putem sveprisutnog sistema Dopisnog Pozorišta, Romologija - časopis za književnost, kulturu i društvena pitanja Roma, Novi Sad, 1993, broj 3.
- Almanah pozorišta Vojvodine 28, 1993/94, Pozorišni muzej Vojvodine, Novi Sad, 1995.
- Dr Petar Ljubojev, Dopisno pozorište, Enciklopedija Novog Sada, sveska 7, Novi Sad, 1996.
- Almanah pozorišta Vojvodine 29, 1994/95, Pozorišni muzej Vojvodine, Novi Sad, 1996.
- Almanah pozorišta Vojvodine 30, 1995/96, Pozorišni muzej Vojvodine, Novi Sad, 1997.
- Almanah pozorišta Vojvodine 31, 1996/97, Pozorišni muzej Vojvodine, Novi Sad, 1998.
- Almanah pozorišta Vojvodine 32, 1997/98, Pozorišni muzej Vojvodine, Novi Sad, 1999.
- Almanah pozorišta Vojvodine 33, 1998/99, Pozorišni muzej Vojvodine, Novi Sad, 2000.
- Almanah pozorišta Vojvodine 34, 1999/2000, Pozorišni muzej Vojvodine, Novi Sad, 2001.
- Mladen Dražetin, Pozornica dramske umetnosti, Enciklopedija Novog Sada, knjiga 20, Novi Sad, 2002.
- Almanah pozorišta Vojvodine 36, 2001/2002, Pozorišni muzej Vojvodine, Novi Sad, 2005.
- Mladen Dražetin, O Dopisnom pozorištu, Sveske za istoriju Novog Sada, broj 14, Novi Sad, 2013.
- Mladen Dražetin, Večna umetnost igre - filozofija novog razvoja (teorija i praksa), Prvi srpski filozofski sistem, Banatski kulturni centar, Novo Miloševo, 2014.
- Vlado Mićunović, Prvi romski teatri u Srbiji i Vojvodini, Novi Sad, 2014.
- Mirjana Hadžić, Slavuj Hadžić - život mišljen slikom, Artprint media, Novi Sad, 2014.
- Mladen Dražetin, Univerzalni animatorski sistem Dopisno pozorište - korespondentni proces igre (teorija i praksa), Šajkaš - Novi Sad, 2017.
- Vlado Mićunović, Teatar jedinstven u svetu - Dopisno pozorište, Banatski kulturni centar, Novo Miloševo, 2019.
- Mladen Dražetin, Večna umetnost igre - filozofija novog razvoja (teorija i praksa), Prvi srpski filozofski sistem, drugo izdanje, Banatski kulturni centar, Novo Miloševo, 2019.

## Enlaces
- Etapa de Arte Dramático y Teatro por Correspondencia (página web oficial)
- Disparos de la celebración de los 40 años de trabajo del Teatro por Correspondencia y el Etapa de Arte Dramático
- Mladen Dražetin habla sobre el Teatro por Correspondencia y el Etapa de Arte Dramático (26 de febrero de 2015)
- Teatro por Correspondencia - nominación de la UNESCO
- Teatro por Correspondencia - Década de Romaní en AP Vojvodina
- Teatro por Correspondencia - Década de Romaní en AP Vojvodina
- Teatro por Correspondencia de Mladen Dražetin (1986)

- Datos: Q16083886
- Multimedia: Correspondence Theatre / Q16083886